# 10월 (1928년 영화)
《10월》(러시아어: Октябрь, 영어: October: Ten Days That Shook the World)은 세르게이 예이젠시테인의 1928년작 영화이다. 1917년 10월 혁명 10주년을 기려 만들었다.

## 줄거리
1917년 2월 혁명부터 레닌의 10월 혁명까지의 이야기를 그린다. 몽타주 기법이 기술적 특징이다.

## 배우
- 블라디미르 포포프
- 바실리 니칸드로프
- 보리스 리바노프